# العلاقات البالاوية السورينامية
العلاقات البالاوية السورينامية هي العلاقات الثنائية التي تجمع بين بالاو وسورينام.

## مقارنة بين البلدين
هذه مقارنة عامة ومرجعية للدولتين:
| وجه المقارنة                                              | بالاو                         | سورينام                        |
| --------------------------------------------------------- | ----------------------------- | ------------------------------ |
| المساحة (كم2)                                             | 465                           | 163.27 ألف                     |
| عدد السكان (نسمة)                                         | 21.73 ألف                     | 563.40 ألف                     |
| الكثافة السكانية (ن./كم²)                                 | 4.67 ألف                      | 3.45                           |
| العاصمة                                                   | نغيرولمود، كورور              | باراماريبو                     |
| اللغة الرسمية                                             | لغة إنجليزية، اللغة البالاوية | اللغة الهولندية                |
| العملة                                                    | دولار أمريكي                  | دولار سورينامي، غيلدر سورينامي |
| الناتج المحلي الإجمالي (بليون دولار)                      | 291.54 مليون                  | 3.32 مليار                     |
| الناتج المحلي الإجمالي (تعادل القوة الشرائية) بليون دولار | 326.12 مليون                  | 9.07 مليار                     |
| الناتج المحلي الإجمالي الاسمي للفرد دولار أمريكي          | 13.50 ألف                     | 9.48 ألف                       |
| الناتج المحلي الإجمالي للفرد دولار أمريكي                 | 14.76 ألف                     | 16.64 ألف                      |
| مؤشر التنمية البشرية                                      | 0.780                         | 0.714                          |
| رمز المكالمات الدولي                                      | +680                          | +597                           |
| رمز الإنترنت                                              | .pw                           | .sr                            |
| المنطقة الزمنية                                           | ت ع م+09:00                   | 00                             |

## منظمات دولية مشتركة
يشترك البلدان في عضوية مجموعة من المنظمات الدولية، منها:
| علم المنظمة | اسم المنظمة                                 | تاريخ انضمام بالاو | تاريخ انضمام سورينام |
| ----------- | ------------------------------------------- | ------------------ | -------------------- |
|             | مجموعة دول أفريقيا والكاريبي والمحيط الهادئ | ?                  | ?                    |
|             | الأمم المتحدة                               | 15 ديسمبر 1994     | 4 ديسمبر 1975        |
|             | البنك الدولي للإنشاء والتعمير               | 16 ديسمبر 1997     | 27 يونيو 1978        |
|             | منظمة حظر الأسلحة الكيميائية                | ?                  | ?                    |
|             | مؤسسة التمويل الدولية                       | 16 ديسمبر 1997     | 1 سبتمبر 2011        |
|             | وكالة ضمان الاستثمار متعدد الأطراف          | 16 ديسمبر 1997     | 2 يوليو 2003         |
|             | تحالف الدول الجزرية الصغيرة                 | ?                  | ?                    |
|             | يونسكو                                      | 20 سبتمبر 1999     | 16 يوليو 1976        |

## وصلات خارجية
- موقع وزارة الخارجية السورينامية